# Le Chambon-Feugerolles
Le Chambon-Feugerolles é uma comuna francesa na região administrativa da Auvérnia-Ródano-Alpes, no departamento do Loire. Estende-se por uma área de 17.51 km². Em 2010 a comuna tinha 12 279 habitantes (densidade: 701,3 hab./km²).